# Бадей, Сергей
Серге́й Бадей (настоящее имя — Сергей Вячеславович Бадещенков; род. 26 июня 1958 года, Запорожье) — украинский писатель-фантаст; пишет на русском и украинском языке, гражданин Украины.
Основные работы — в жанре фэнтези. Автор серий книг «Лукоморье. История боевого мага» и «Клинок для Героя». Издаётся в России с 2009 года и в Украине с 2016. Книгу «Лукоморье. Курс боевого мага» в критике отнесли к жанру «юмористического фэнтези», отметив оригинальность шуток, при этом саму сюжетную линию сочли копией «Огненного цикла» российского писателя Коша.

## Избранная библиография
- Лукоморье. Курс боевого мага. — М., 2009. — Тираж 13 000 экз. — ISBN 978-5-9922-0313-4.
- Лукоморье. Каникулы боевого мага. — М., 2009. — Тираж 12 000 экз. — ISBN 978-5-9922-0491-9.
- Лукоморье. Скитания боевого мага. — М., 2010. — Тираж 9 000 экз. — ISBN 978-5-9922-0640-1.